# Pink Heart Skull Sampler
Pink Heart Skull Sampler är en EP av bandet Alexisonfire. Skivan gavs ut 7 juli 2002 och fungerade som reklam för deras nästa album, Alexisonfire.

## Låtlista
1. ".44 Caliber Love Letter" (Demo)
2. "A Dagger Through the Heart of St. Angeles"
3. "Enhanced EPK"